# Cărăbușul Albastru
Cărăbușul Albastru (în engleză Blue Beetle) este numele a trei supereroi fictivi care apar în numeroase cărți de benzi desenate americane, publicate de o varietate de companii începând cu 1939. În prezent, DC Comics deține drepturile asupra lui Blue Beetle, achiziționate în 1983.
Originalul Blue Beetle a fost creat de Charles Nicholas Wojtkoski și Fox Comics, iar mai târziu a fost deținut de Charlton Comics. Primul Beetle a fost Dan Garret (ortografiat și Dan Garrett), care inițial a obținut superputeri de la o vitamină specială, ulterior schimbată în obținerea de puteri de la un „scarabeu sacru”. Cărăbușul Albastru original a fost prezentat nu numai în propria sa bandă desenată, ci și într-un serial radiofonic săptămânal.
Al doilea Cărăbuș Albastru, creat de Charlton și preluat ulterior de DC Comics, a fost succesorul lui Dan Garrett, cunoscut sub numele de Ted Kord. Kord a „sărit” în universul DC Comics în timpul Crizei de pe Pământurile Infinite, alături de o serie de alte personaje Charlton Comics. Cel de-al doilea Cărăbuș Albastru a fost mai târziu protagonistul propriei sale benzi desenate de 24 de numere. Kord nu a avut niciodată superputeri, dar a folosit știința pentru a crea diverse dispozitive care să-l ajute să lupte împotriva criminalității. A devenit membru al Ligii Dreptății din America, și a fost ucis în timpul preludiului la cross over-ul DC Comics, Infinite Crisis.
Al treilea Cărăbuș Albastru, creat de DC Comics, este Jaime Reyes, un adolescent care descoperă că scarabeul original al Cărăbușului Albastru se transformă într-un costum ce îi permite să lupte împotriva criminalității, și să călătorească în spațiu. De-a lungul anilor, Reyes a devenit membru al grupului Teen Titans, și a apărut în două serii de benzi desenate Blue Beetle. În reboot-ul New 52 din 2011 al DC Comics, Jaime Reyes a fost încarnarea principală a lui Blue Beetle, făcându-se doar ocazional referire la versiunile anterioare. Odată cu revizuirea ulterioară a continuității DC Rebirth, primele versiuni au fost restaurate.

## Publicații

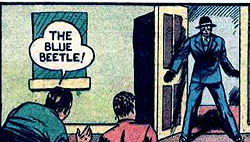
Prima apariție a Cărăbușului Albastru (Mystery Men Comics #1, 1939).

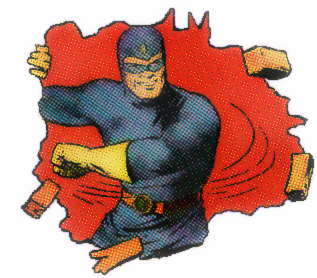
Cărăbușul Albastru, ilustrație din 1940

Originalul Cărăbuș Albastru, Dan Garret, a apărut pentru prima dată în revista Fox Comics Mystery Men Comics #1 (august 1939), cu desene de Charles Nicholas Wojtkoski, deși Grand Comics Database îl creditează pe Will Eisner ca fiind scenaristul. Un polițist începător, purta un costum special antiglonț și lua „Vitamina 2X” care îl înzestra cu super-energie, și era ajutat de un farmacist din cartier în lupta sa împotriva crimei. Cărăbușul Albastru a apărut într-o serie de benzi desenate și un serial radiofonic, dar, la fel ca majoritatea supereroilor din Epoca de Aur, a căzut în obscuritate în anii 1950.
În 1964, Charlton Comics a început să publice o nouă serie a Cărăbușului Albastru, care l-a remodelat substanțial pe erou, reinventându-l ca profesor universitar și modificând ortografia numelui său în Dan Garrett. Primul număr (iunie 1964) a fost o nouă poveste de origine care îl înfățișa pe Dan Garrett intrând în posesia unui scarabeu mistic egiptean care îi acorda superputeri.
Mai târziu, în 1966, Cărăbușul Albastru a fost relansat într-un set de povești publicate în Captain Atom #83 (nov. 1966) până la #86, complotate și desenate de Steve Ditko: acestea l-au prezentat pe Ted Kord, un student al lui Dan Garrett, care a preluat rolul Cărăbușului Albastru în urma aparentei morți a lui Garrett. Kord a fost un erou inventator, folosind o varietate de gadgeturi, cu o slujbă de zi cu zi de conducere a propriului său laborator de cercetare.
Cărăbușul Albastru a devenit membru al Ligii Dreptății la lansarea unei noi serii în 1987, începând cu Justice League #1 (mai 1987).
În 2006, DC a introdus un nou Cărăbuș Albastru, adolescentul Jaime Reyes, ale cărui puteri sunt derivate din scarabeu, dezvăluit acum ca fiind o piesă de tehnologie extraterestră avansată. Seria a fost scrisă inițial de Keith Giffen și John Rogers, cu artistul Cully Hamner.

## Adaptări

### Televiziune
- Încarnarea lui Jaime Reyes a Cărăbușului Albastru și Ted Kord apar în episodul „Booster” din Smallville, interpretați de Jaren Brandt Bartlett și, respectiv, Sebastian Spence.
- Întruchipările Jaime Reyes, Ted Kord și Dan Garrett ale Cărăbușului Albastru apar în Batman: Neînfricat și cutezător, Reyes și Kord fiind dublați de Will Friedle[6][7] și, respectiv, Wil Wheaton,[8][9] în timp ce Garrett este mut. În plus, Kanjar Ro (dublat de Marc Worden) folosește pentru scurt timp scarabeul în episodul „Se naște Cărăbușul Albastru!”, în timp ce o versiune malefică din universul alternativ a lui Reyes, numită Scarabeul Scarlat, apare în episodul „Batman sub Acoperire!” ca membru al Sindicatului Injustiției.
- Încarnările lui Jaime Reyes, Ted Kord și Dan Garrett ale Cărăbușului Albastru apar în Tinerii justițiari, cu Reyes dublat de Eric Lopez, în timp ce Kord și Garrett sunt tăcuți.
- Încarnarea lui Jaime Reyes a Cărăbușului Albastru apare în Justice League Action, dublat de Jake T. Austin.[10]
- Încarnarea lui Ted Kord a Cărăbușului Albastru apare în cel de-al doilea sezon al serialului DC Super Hero Girls (2019), dublat de Max Mittelman.

### Film
- Încarnarea lui Ted Kord a Cărăbușului Albastru are o apariție în Haideți, Tineri Titani, la film!.
- Un film autointitulat axat pe Jaime Reyes/Cărăbușul Albastru și plasat în Universul Extins DC este în curs de dezvoltare, Gareth Dunnet-Alcocer fiind scenarist, Angel Manuel Soto regizând, iar Xolo Maridueña fiind distribuit în rolul principal.[11][12][13][14][15]